# عمر خیلوتی
عمر خیلوتی (انگلیسی: Omar Khailoti؛ زادهٔ ۵ سپتامبر ۲۰۰۱) بازیکن فوتبال است.